# 毛足鬼蟹
毛足鬼蟹（学名：Tymolus hirtipes）为圓關公蟹科鬼蟹屬下的一个种。